# 马特乌什·库什涅雷维奇
马特乌什·库什涅雷维奇（波蘭語：Mateusz Kusznierewicz，1975年4月29日—），波兰男子帆船运动员。他曾代表波兰参加1996年、2000年、2004年、2008年和2012年夏季奥林匹克运动会帆船比赛，获得一枚金牌和一枚铜牌。